# Matías Massa
Matías Massa, vollständiger Name Aldo Matías Massa Fuentes, (* 17. Februar 1995 in Uruguay) ist ein uruguayischer Fußballspieler.

## Karriere
Defensivakteur Massa steht mindestens seit der Apertura der Spielzeit 2014/15 in Reihen des Club Atlético Progreso. In jener Halbserie bestritt er fünf Partien in der Segunda División. Nachdem er in der Clausura nicht eingesetzt worden war, folgten in der Saison 2015/16 neun weitere Zweitligaeinsätze für die Montevideaner. Ein Pflichtspieltor erzielte er bis dahin nicht. In der Saison 2016 absolvierte er zwei Zweitligapartien (kein Tor).